# Milan Indoor
Milan Indoor — мужской профессиональный теннисный турнир, проходивший в январе-марте на закрытых хардовых кортах в Милане (с 1978 по 1997 и с 2000 по 2005 год) и Лондоне (с 1998 по 2000 год).

## История
Мужской профессиональный теннисный турнир в Милане проводился начиная с 1978 года и вначале (до 1981 года) проходил под эгидой профессиональной ассоциации World Championship Tennis (WCT). Один раз, в 1991 году, был проведён также женский турнир. С 1990 года турнир входил в сетку АТР-тура как турнир базовой категории. В 1996 году был повышен до категории ATP Championship Series, а в 1998 году перенесён в Лондон. Однако через три года турнир, снова пониженный до базовой категории, вернулся в Милан и проводился там до 2005 года.
Спонсорские названия турнира:
- 1981—1984 — Cuore Tennis Cup
- 1985—1987 — Fila Trophy
- 1988—1990 — Stella Artois Indoor
- 1998—1999 — Guardian Direct Cup
- 2000 — AXA Cup
- 2003 — Breil Milano Indoor
- 2004 — Indesit Milano Indoors
- 2005 — Intenazionali di Lombardia

## Победители и финалисты
Джон Макинрой и Борис Беккер являются четырёхкратными чемпионами турнира в Милане в одиночном разряде, добившись этого успеха с разницей в десятилетие. Они также делят рекорд побед в парном разряде, одержав по три победы.
Хозяева соревнований дважды побеждали в Милане в одиночном разряде: это сделали Омар Кампорезе и Давиде Сангвинетти. Кампорезе является также двукратным чемпионом в парном разряде, где, помимо него, побеждали ещё три итальянца. Дважды, в 1990 и 2005 годах, турнир выигрывали чисто итальянские пары.
Наиболее успешно из представителей республик бывшего СССР в Милане и Лондоне выступал Евгений Кафельников, четыре раза игравший в финале в одиночном разряде и дважды одержавший победу. Кафельников также один раз играл в финале в парном разряде. Два других российских теннисиста, Александр Волков и Андрей Ольховский, имеют в своём послужном списке по одной победе и одному поражению в финалах (Волков в одиночном, а Ольховский в парном разряде).
Роджер Федерер выиграл в Милане свой первый турнир АТР.

### Одиночный разряд
| Место проведения | Год  | Победитель              | Финалист            | Счёт в финале        |
| ---------------- | ---- | ----------------------- | ------------------- | -------------------- |
| Милан            | 2005 | Робин Сёдерлинг         | Радек Штепанек      | 6-3, 6-7(2), 7-6(5)  |
| Милан            | 2004 | Антони Дюпюи            | Марио Анчич         | 6-4, 6-7(12), 7-6(5) |
| Милан            | 2003 | Мартин Веркерк          | Евгений Кафельников | 6–4, 5–7, 7–5        |
| Милан            | 2002 | Давиде Сангвинетти      | Роджер Федерер      | 7-6(2), 4-6, 6-1     |
| Милан            | 2001 | Роджер Федерер          | Жюльен Бутте        | 6-4, 6-7(7), 6-4     |
| Лондон           | 2000 | Марк Россе              | Евгений Кафельников | 6-4, 6-4             |
| Лондон           | 1999 | Рихард Крайчек          | Грег Руседски       | 7-6(6), 6-7(5), 7-5  |
| Лондон           | 1998 | Евгений Кафельников (2) | Седрик Пьолин       | 7-5, 6-4             |
| Милан            | 1997 | Горан Иванишевич (2)    | Серхи Бругера       | 6-2, 6-2             |
| Милан            | 1996 | Горан Иванишевич        | Марк Россе          | 6-3, 7-6(3)          |
| Милан            | 1995 | Евгений Кафельников     | Борис Беккер        | 7-5, 5-7, 7-6(6)     |
| Милан            | 1994 | Борис Беккер (4)        | Петр Корда          | 6-2, 3-6, 6-3        |
| Милан            | 1993 | Борис Беккер (3)        | Серхи Бругера       | 6-3, 6-3             |
| Милан            | 1992 | Омар Кампорезе          | Горан Иванишевич    | 3-6, 6-3, 6-4        |
| Милан            | 1991 | Александр Волков        | Кристиано Каратти   | 6-1, 7-5             |
| Милан            | 1990 | Иван Лендл (3)          | Тим Майотт          | 6-3, 6-2             |
| Милан            | 1989 | Борис Беккер (2)        | Александр Волков    | 6-1, 6-2             |
| Милан            | 1988 | Янник Ноа               | Джимми Коннорс      | 4-4 отказ            |
| Милан            | 1987 | Борис Беккер            | Милослав Мечирж     | 6-4, 6-3             |
| Милан            | 1986 | Иван Лендл (2)          | Йоаким Нюстрем      | 6-2, 6-2, 6-4        |
| Милан            | 1985 | Джон Макинрой (4)       | Андерс Яррид        | 6-4, 6-1             |
| Милан            | 1984 | Стефан Эдберг           | Матс Виландер       | 6-4, 6-2             |
| Милан            | 1983 | Иван Лендл              | Кевин Каррен        | 5-7, 6-3, 7-6        |
| Милан            | 1982 | Гильермо Вилас          | Джимми Коннорс      | 6-3, 6-3             |
| Милан            | 1981 | Джон Макинрой (3)       | Бьорн Борг          | 7-6, 6-4             |
| Милан            | 1980 | Джон Макинрой (2)       | Виджай Амритраж     | 6-1, 6-4             |
| Милан            | 1979 | Джон Макинрой           | Джон Александер     | 6-4, 6-3             |
| Милан            | 1978 | Бьорн Борг              | Витас Герулайтис    | 6-3, 6-3             |

### Парный разряд
| Место проведения | Год  | Победители                           | Финалисты                           | Счёт в финале        |
| ---------------- | ---- | ------------------------------------ | ----------------------------------- | -------------------- |
| Милан            | 2005 | Даниэле Браччали Джорджо Галимберти  | Жан-Франсуа Башло Арно Клеман       | 6-7(8), 7-6(6), 6-4  |
| Милан            | 2004 | Павел Визнер Джаред Палмер           | Даниэле Браччали Джорджо Галимберти | 6-4, 6-4             |
| Милан            | 2003 | Петр Лукса Радек Штепанек            | Павел Визнер Томаш Цибулец          | 6-4, 7-6(4)          |
| Милан            | 2002 | Карстен Браш Андрей Ольховский       | Жюльен Бутте Максим Мирный          | 3-6, 7-6(5), [12-10] |
| Милан            | 2001 | Шенг Схалкен Паул Хархейс            | Том Ванхудт Юхан Ландсберг          | 7-6(5), 7-6(4)       |
| Лондон           | 2000 | Дэвид Адамс Джон-Лаффни де Ягер      | Ян-Майкл Гэмбилл Скотт Хамфрис      | 6-3, 6-7(7), 7-6(11) |
| Лондон           | 1999 | Грег Руседски Тим Хэнмен             | Байрон Блэк Уэйн Феррейра           | 6-3, 7-6(6)          |
| Лондон           | 1998 | Мартин Дамм Джим Грэбб               | Даниэль Вацек Евгений Кафельников   | 6-4, 7-5             |
| Милан            | 1997 | Пабло Альбано Петер Нюборг           | Дэвид Адамс Андрей Ольховский       | 6-4, 7-6             |
| Милан            | 1996 | Андреа Гауденци Горан Иванишевич (2) | Ги Форже Якоб Хласек                | 6-4, 7-5             |
| Милан            | 1995 | Борис Беккер (3) Ги Форже            | Петр Корда Карел Новачек            | 6-2, 6-4             |
| Милан            | 1994 | Том Нейсен Цирил Сук                 | Хендрик-Ян Давидс Пит Норвал        | 4-6, 7-6, 7-6        |
| Милан            | 1993 | Марк Кратцман Уолли Мазур            | Том Нейсен Цирил Сук                | 4-6, 6-3, 6-4        |
| Милан            | 1992 | Нил Броуд Дэвид Макферсон            | Серхио Касаль Эмилио Санчес         | 5-7, 7-5, 6-4        |
| Милан            | 1991 | Горан Иванишевич Омар Кампорезе (2)  | Том Нейсен Цирил Сук                | 6-4, 7-6             |
| Милан            | 1990 | Омар Кампорезе Диего Наргисо         | Том Нейсен Удо Риглевски            | 6-4, 6-4             |

### Женский одиночный разряд
| Место проведения | Год  | Победительница | Финалистка          | Счёт в финале |
| ---------------- | ---- | -------------- | ------------------- | ------------- |
| Милан            | 1991 | Моника Селеш   | Мартина Навратилова | 6-3, 3-6, 6-4 |

### Женский парный разряд
| Место проведения | Год  | Победительницы            | Финалистки                       | Счёт в финале |
| ---------------- | ---- | ------------------------- | -------------------------------- | ------------- |
| Милан            | 1991 | Сэнди Коллинз Лори Макнил | Сабина Аппельманс Рафаэлла Реджи | 7-6, 6-3      |